# Sítio Classificado da Malcata
O Sitio Classificado da Malcata foi criado pela Resolução do Conselho de Ministros nº 142/97 de 28/08/1997, com o intuito da conservação dos habitats naturais e da flora e fauna selvagens. Está incluído na Rede Natura 2000.
Este sítio classificado encontra-se distribuído por três concelhos: 14% do sítio estão no concelho de Almeida, 24% no de Penamacor e 62% no do Sabugal.
Parte deste sítio constitui a Reserva Natural da Serra da Malcata, que é uma Reserva Biogenética e uma Zona de Proteção Especial.
No sítio podem ser observados bosques de carvalho-negral, mas também áreas de azinhal e de sobreiral. Sítio de ocorrência histórica de lince-ibérico e constitui ainda o limite sul da distribuição do lobo em Portugal. Ocorre ainda a boga (Boga-dos-rios, Boga-do-Guadiana e a Boga-de-boca-arqueada) e a lontra.

## Ver Também
- Reserva Natural da Serra da Malcata
- Serra da Malcata
- Sabugal
- Almeida
- Penamacor